# Mikołaj Lebedyński
Mikołaj Lebedyński (Szczecin, 14 oktober 1990) is een Pools voetballer die als aanvaller speelt.
Lebedyński begon met voetballen bij Arkonia Szczecin en speelde sinds 2002 voor Pogoń Szczecin. Daar kwam hij in 2007 bij het eerste team dat net vanuit de Ekstraklasa teruggezet was naar het vierde niveau vanwege financiële problemen. De aanvaller maakte twee promoties mee en speelde met zijn club sinds 2009 in de I liga, het tweede niveau. In 2010 verloor hij met de club de finale om de Puchar Polski. In het seizoen 2011/12 kwam hij, nadat hij eerder op proef geweest was, op huurbasis uit voor Roda JC Kerkrade dat de optie tot koop lichtte. In 2013 ging hij voor BK Häcken in Zweden spelen. Begin 2014 keerde hij terug in Polen bij Podbeskidzie Bielsko-Biała. 